# Fabrizio De Angelis
Pour les articles homonymes, voir De Angelis.
Fabrizio De Angelis, né le 15 novembre 1940 à Rome, est un producteur, scénariste et réalisateur de cinéma italien.
Il est parfois connu sous les pseudonymes de Larry Ludman ou David Colby.

## Biographie
De Angelis a commencé au début des années 1970 comme directeur de production et, à partir du milieu des années 1970, comme producteur dans le cinéma de genre italien. Il a privilégié les films érotiques, qu'il a réalisés avec Aristide Massaccesi ; plus tard, il s'est tourné vers les films d'action - à partir des années 1980, il scénarise également ses films. Ses films étaient des produits purement commerciaux, produits pour le marché international et donc mis en scène en suivant de près les modèles américains ; c'est ainsi que sont nées, entre autres, les séries autour de l'amérindien contemporain Thunder (parfois traduit Tonnerre en version française) et les épigones de Karate Kid qu'est la série de films Il ragazzo dal kimono d'oro (également connu sous son titre anglais Karate Warrior).

## Filmographie

### Comme producteur
- 1976 : Operation casseur (Napoli violenta) d'Umberto Lenzi
- 1977 : Black Emanuelle autour du monde (Emanuelle - Perché violenza alle donne?) de Joe D'Amato
- 1979 : La Championne du collège (L'insegnante balla... con tutta la classe) de Giuliano Carnimeo
- 1979 : Le Trou aux folles (it) (Dove vai se il vizietto non ce l'hai?) de Marino Girolami
- 1979 : L'Enfer des zombies (Zombi 2) de Lucio Fulci
- 1980 : Prestami tua moglie de Giuliano Carnimeo
- 1980 : La Terreur des zombies (Zombi Holocaust) de Marino Girolami
- 1980 : Cobra (Il giorno del cobra) d'Enzo G. Castellari
- 1981 : L'Au-delà (...e tu vivrai nel terrore! - L'aldilà) de Lucio Fulci
- 1981 : La Maison près du cimetière (Quella villa accanto al cimitero) de Lucio Fulci
- 1982 : Les Nouveaux barbares (I nuovi barbari) d'Enzo G. Castellari
- 1982 : L'Éventreur de New York (Lo squartatore di New York) de Lucio Fulci
- 1982 : La Malédiction du pharaon (Manhattan Baby) de Lucio Fulci
- 1982 : Les Guerriers du Bronx (1990: I guerrieri del Bronx) d'Enzo G. Castellari
- 1983 : Les Guerriers du Bronx 2 (Fuga dal Bronx) d'Enzo G. Castellari
- 1983 : Thunder de Fabrizio De Angelis
- 1984 : Autorisé à tuer (Impatto mortale) de Fabrizio De Angelis
- 1984 : Cane arrabbiato (it) (Man Hunt) de Fabrizio De Angelis
- 1985 : Formule pour un meurtre (7, Hyden Park - La casa maledetta) d'Alberto De Martino
- 1986 : Commando Cobra (Cobra Mission) de Fabrizio De Angelis
- 1987 : Thunder II - Le guerrier rebelle (it) de Fabrizio De Angelis
- 1987 : Il ragazzo dal kimono d'oro de Fabrizio De Angelis
- 1987 : Colpo di stato de Fabrizio De Angelis
- 1988 : Ratman (Quella villa in fondo al parco) de Giuliano Carnimeo
- 1988 : Bye Bye Vietnam
- 1988 : Thunder II - Le guerrier rebelle (it) de Fabrizio De Angelis
- 1988 : Il ragazzo dal kimono d'oro 2 (it) de Fabrizio De Angelis
- 1988 : I predatori della pietra magica
- 1989 : Cyborg, il guerriero d'acciaio
- 1986 : Commando Cobra (Cobra Mission) de Fabrizio De Angelis
- 1989 : I ragazzi del 42º plotone de Camillo Teti
- 1989 : Paganini Horror de Luigi Cozzi
- 1989 : Killer Crocodile de Fabrizio De Angelis
- 1990 : Le Dernier Match (it) (L'ultima partita) de Fabrizio De Angelis
- 1990 : Killer Crocodile II de Fabrizio De Angelis
- 1990 : Obiettivo poliziotto d'Umberto Lenzi
- 1991 : Il ragazzo dal kimono d'oro 3 (it) de Fabrizio De Angelis
- 1992 : Il ragazzo dal kimono d'oro 4 (it) de Fabrizio De Angelis
- 1992 : Il ragazzo dal kimono d'oro 5 (it) de Fabrizio De Angelis
- 1993 : Il ragazzo dal kimono d'oro 6 (it) de Fabrizio De Angelis

### Comme réalisateur
- 1983 : Tonnerre (Thunder)
- 1984 : Autorisé à tuer (Impatto mortale)
- 1984 : Cane arrabbiato (it) (Man Hunt)
- 1986 : Commando Cobra (Cobra Mission)
- 1987 : Thunder 2 : Le Guerrier rebelle (it)
- 1987 : Il ragazzo dal kimono d'oro (Karate Warrior)
- 1987 : Colpo di stato (it)
- 1988 : Thunder 3 (it)
- 1988 : Il ragazzo dal kimono d'oro 2 (it) (Karate Warrior 2)
- 1989 : Killer Crocodile
- 1990 : Le Dernier Match (it) (L'ultima partita)
- 1990 : Karate Rock (it) (Il ragazzo delle mani d'acciaio)
- 1991 : Il ragazzo dal kimono d'oro 3 (it)
- 1991 : Fuga da Kayenta (it)
- 1992 : Il ragazzo dal kimono d'oro 4 (it)
- 1992 : Il ragazzo dal kimono d'oro 5 (it)
- 1993 : Il ragazzo dal kimono d'oro 6 (it)
- 1994 : La ragazza d'acciaio (it) (The Iron Girl)
- 1994 : Sogno d'amore (it)

### Comme scénariste
- 1979 : La Terreur des zombies
- 1983 : Tonnerre (Thunder)
- 1984 : Autorisé à tuer (Impatto mortale)
- 1984 : Cane arrabbiato (it) (Man Hunt)
- 1986 : Commando Cobra (Cobra Mission)
- 1987 : Thunder II - Le guerrier rebelle (it)
- 1987 : Il ragazzo dal kimono d'oro
- 1987 : Colpo di stato
- 1988 : Thunder 3 (it)
- 1989 : Killer Crocodile
- 1990 : Killer Crocodile II
- 1993 : Il ragazzo dal kimono d'oro 6 (it)